# Alchemilla japonica
Alchemilla japonica är en rosväxtart som beskrevs av Takenoshin Nakai och Hara. Alchemilla japonica ingår i släktet daggkåpor, och familjen rosväxter. Inga underarter finns listade i Catalogue of Life.